# نظام كشف التفجير النووي
نظام الكشف عن المتفجرات النووية (NDDS) هو جهاز أو سلسلة من الأجهزة القادرة على معرفة متى وقع انفجار نووي بالإضافة إلى اتجاه الانفجار.
الغرض الرئيسي من هذه الأجهزة أو الأنظمة هو التحقق من امتثال البلدان التي وقعت على المعاهدات النووية مثل معاهدة حظر التجارب الجزئية لعام 1963 ومعاهدة تلاتيلولكو.
يوجد العديد من الطرق المختلفة للكشف عن التفجير النووي بما في ذلك الكشف الزلزالي والصوت المائي والكشف دون الصوتي وأخذ عينات الهواء والأقمار الصناعية. تم استخدام كل منها بشكل منفصل ولكن في الوقت الحالي تظهر أفضل النتائج عند استخدام البيانات بشكل مترادف نظرا لأن الطاقة الناتجة عن الانفجار سوف تنتقل إلى وسائط مختلفة.

## التاريخ
حظرت معاهدة الحظر الجزئي للتجارب النووية التجارب النووية في الغلاف الجوي وتحت الماء وفي الفضاء الخارجي حيث طورت الولايات المتحدة العديد من الأجهزة المختلفة لضمان التزام الاتحاد السوفييتي بجزءه من المعاهدة.
كانت معاهدة حظر التجارب الجزئية تهدف إلى حظر التجارب تحت الأرض أيضا ولكن في الوقت الذي لم تستطع فيه التكنولوجيا الكشف عن التفجيرات بشكل جيد مع رصد الزلازل بالإضافة عن تمييزها عن الزلازل الطبيعية مما يجعل التعرف عليها أكثر صعوبة من التفجير الجوي أو تحت الماء.
طريقة أخرى للكشف عن التفجير النووي هي من خلال أخذ عينات الهواء حيث يوجد في الانفجارات النووية نظائر مشعة التي تطلق في الهواء والتي يمكن جمعها وتشمل النويدات المشعة:
- اليود 131
- السيزيوم-137
- الكريبتون -85
- السترونتيوم -90
- البلوتونيوم -392
- التريتيوم
- الزينون

وبإرسال طائرات عبر منطقة مجهزة بأجهزة استشعار يمكن أن تكشف عن وجود تفجير نووي ولكن معظم عينات الهواء مأخوذة في واحدة من العديد من محطات النويدات المشعة الموضوعة في جميع أنحاء العالم. وحتى التفجيرات تحت الأرض ستطلق في نهاية المطاف غازات مشعة يكون من أبرزها زينون. على الرغم من وجود بعض العيوب لهذه الطريقة واعتمادا على مكان الانفجار يمكن أن تتحرك التيارات الهوائية الغازات أو النويدات المشعة في اتجاه آخر. 
تتضمن العملية أخذ عينات هواء مع ورقة ترشيح ويتم حساب المواد المشعة بواسطة جهاز ويتم تحليلها بواسطة جهاز كمبيوتر. مثال على تيارات الهواء التي تنقل الجسيمات المشعة هي كارثة تشيرنوبيل. وعندما بدأ المفاعل في الفشل تم إطلاق كمية كبيرة من النويدات المشعة في الهواء ثم انتشرت بواسطة التيارات الهوائية مما يؤدي إلى إشعاع يمكن اكتشافه على طول الطريق في السويد وبلدان أخرى على بعد مئات الأميال في غضون أيام قليلة. وحدث نفس الشيء في كارثة فوكوشيما داييشي. يمكن الكشف عن انتشار غاز الأكسجين واليود -131 والسيزيوم - 137 في قارات مختلفة على بعد أميال كثيرة.
تم استخدام الأقمار الصناعية خلال الحرب الباردة لضمان عدم إجراء أي تجارب نووية. لقد تم الاعتماد على أجهزة استشعار التقطت إشعاعات من التفجيرات النووية. كانت التفجيرات النووية تنتج دائما أشعة جاما والأشعة السينية والنيوترونات.
يوجد 11 محطة مائية صوتية تم إعدادها لمراقبة أي نشاط في المحيطات. تم تطويرها لضمان حظر الاختبار تحت الماء بسبب قدرة الماء على حمل الصوت فهي فعالة للغاية. ومع ذلك تواجه صعوبات الصوت صعوبات في تحديد موقع الانفجار أو الحدث لذلك يجب أن تستخدم معه طريقة أخرى للكشف مثل تلك المذكورة سابقا. هناك مشكلة أخرى يواجهها علم الصوتيات وهي بنية قاع البحر وكذلك الجزر التي قد تمنع الصوت. الصوت ينتقل بشكل أفضل من خلال أعماق المحيطات لكن لا يتم الكشف عن الأحداث القريبة من المياه الضحلة.
تعمل الموجات فوق الصوتية من خلال وجود محطات متعددة تستخدم مقاييس ميكروية لقياس الموجات فوق الصوتية بسبب الانفجارات أو البراكين أو غيرها من الأحداث الطبيعية. كما هو الحال مع طرق الكشف الأخرى كان التطور دون الصوتي خلال الحرب الباردة. على الرغم من أن الموجات فوق الصوتية يمكن أن تنتقل عبر الأرض عدة مرات إلا أنها كانت عرضة للتأثر بتغيرات الرياح والحرارة. يصعب تمييز الموجات فوق الصوتية طويلة المدى (على سبيل المثال الانفجار الكيميائي والانفجار النووي).

## الفعالية
أحد الاستخدامات الأولى لمنظمة معاهدة الحظر الشامل للتجارب النووية وأنظمة كشفها أظهر فعاليتها عندما تمكنت من تحديد التجارب النووية التي أجرتها الهند وباكستان في مايو 1998.
مثال آخر اختبار كوريا الشمالية. كما تخلت معظم البلدان عن اختبارات التفجير النووي.